# E603号線
E603号線 (E603ごうせん、英: European route E603) はフランスにあり、サント – リモージュを結ぶ、欧州自動車道路のBクラス幹線道路。
- フランス
  - E05号線,E602号線 – サント
  - E606号線 – アングレーム
  - E09号線 – リモージュ